# Гарвіелл (Міссурі)
Гарвіелл (англ. Harviell) — переписна місцевість (CDP) в США, в окрузі Батлер штату Міссурі. Населення — 98 осіб (2020).

## Географія
Гарвіелл розташований за координатами 36°39′23″ пн. ш. 90°28′44″ зх. д. / 36.65639° пн. ш. 90.47889° зх. д. (36.656408, -90.478938).  За даними Бюро перепису населення США в 2010 році переписна місцевість мала площу 4,60 км², з яких 4,57 км² — суходіл та 0,04 км² — водойми.

## Демографія
Згідно з переписом 2010 року, у переписній місцевості мешкало 106 осіб у 40 домогосподарствах у складі 26 родин. Густота населення становила 23 особи/км².  Було 56 помешкань (12/км²).
Расовий склад населення:
| - 89,6 % — білих - 7,5 % — чорних або афроамериканців |

До двох чи більше рас належало 2,8 %. Частка іспаномовних становила 0,9 % від усіх жителів.
За віковим діапазоном населення розподілялося таким чином: 36,8 % — особи молодші 18 років, 48,1 % — особи у віці 18—64 років, 15,1 % — особи у віці 65 років та старші. Медіана віку мешканця становила 33,0 року. На 100 осіб жіночої статі у переписній місцевості припадало 107,8 чоловіків;  на 100 жінок у віці від 18 років та старших — 76,3 чоловіків також старших 18 років.
Цивільне працевлаштоване населення становило 81 осіб. Основні галузі зайнятості: мистецтво, розваги та відпочинок — 100,0 %.